# Aechmea dealbata
Espèce
Classification phylogénétique
Synonymes
- Hoplophytum dealbatum E.Morren ex Baker [Invalide]
- Platyaechmea dealbata (E.Morren ex Baker) L.B.Sm. & W.J.Kress

Aechmea dealbata est une espèce de plantes de la famille des Bromeliaceae, endémique de la forêt atlantique (mata atlântica en portugais) au Brésil.

## Synonymes
- Hoplophytum dealbatum E.Morren ex Baker [Invalide][2] ;
- Platyaechmea dealbata (E.Morren ex Baker) L.B.Sm. & W.J.Kress[2].